# Zimbabwe a 2012. évi nyári olimpiai játékokon
Zimbabwe a nagy-britanniai Londonban megrendezett 2012. évi nyári olimpiai játékok egyik részt vevő nemzete volt. Az országot az olimpián 4 sportágban 7 sportoló képviselte, akik érmet nem szereztek.

## Atlétika
Férfi
| Versenyző         | Versenyszám | Eredmény | Helyezés |
| ----------------- | ----------- | -------- | -------- |
| Cuthbert Nyasango | Maraton     | 2:12:08  | 7.       |
| Wirimai Juwawo    | Maraton     | 2:14:09  | 15.      |

Női
| Versenyző       | Versenyszám | Eredmény      | Helyezés      |
| --------------- | ----------- | ------------- | ------------- |
| Sharon Tavengwa | Maraton     | nem ért célba | nem ért célba |

## Evezés
Férfi
| Versenyző              | Versenyszám  | Előfutam | Előfutam | Vigaszág | Vigaszág | Negyeddöntő | Negyeddöntő | Elődöntő | Elődöntő | Elődöntő | Döntő | Döntő   | Döntő | Helyezés |
| Versenyző              | Versenyszám  | Idő      | Hely.    | Idő      | Hely.    | Idő         | Hely.       | Típus    | Idő      | Hely.    | Típus | Idő     | Hely. | Helyezés |
| ---------------------- | ------------ | -------- | -------- | -------- | -------- | ----------- | ----------- | -------- | -------- | -------- | ----- | ------- | ----- | -------- |
| James Fraser-Mackenzie | Egypárevezős | 7:16,83  | 5.       | 7:19,85  | 4.       |             |             | E/F      | 7:33,81  | 3.       | E     | 7:46,49 | 6.    | 30.      |

Női
| Versenyző           | Versenyszám  | Előfutam | Előfutam | Vigaszág | Vigaszág | Negyeddöntő | Negyeddöntő | Elődöntő | Elődöntő | Elődöntő | Döntő | Döntő   | Döntő | Helyezés |
| Versenyző           | Versenyszám  | Idő      | Hely.    | Idő      | Hely.    | Idő         | Hely.       | Típus    | Idő      | Hely.    | Típus | Idő     | Hely. | Helyezés |
| ------------------- | ------------ | -------- | -------- | -------- | -------- | ----------- | ----------- | -------- | -------- | -------- | ----- | ------- | ----- | -------- |
| Micheen Thornycroft | Egypárevezős | 7:47,10  | 3.       |          |          | 7:56,66     | 4.          | C/D      | 7:51,02  | 1.       | C     | 8:07,52 | 2.    | 14.      |

## Triatlon
| Versenyző     | Versenyszám | 1,5 km úszás | Depózás 1 | 40 km kerékpározás | Depózás 2 | 10 km futás | Összesítés | Összesítés |
| Versenyző     | Versenyszám | Idő          | Idő       | Idő                | Idő       | Idő         | Idő        | Helyezés   |
| ------------- | ----------- | ------------ | --------- | ------------------ | --------- | ----------- | ---------- | ---------- |
| Chris Felgate | Férfi       | 18:09        | 0:43      | 59:36              | 0:34      | 34:51       | 1:53:53    | 52.        |

## Úszás
Női
| Versenyző       | Versenyszám  | Előfutam | Előfutam | Előfutam | Elődöntő | Elődöntő | Elődöntő | Döntő   | Döntő    |
| Versenyző       | Versenyszám  | Idő      | Hely.    | Össz.    | Idő      | Hely.    | Össz.    | Idő     | Helyezés |
| --------------- | ------------ | -------- | -------- | -------- | -------- | -------- | -------- | ------- | -------- |
| Kirsty Coventry | 100 m hát    | 1:00,24  | 4.       | 15.      | 1:00,39  | 7.       | 14.      | kiesett | kiesett  |
| Kirsty Coventry | 200 m hát    | 2:08,14  | 2.       | 3.       | 2:08,32  | 2.       | 6.       | 2:08,18 | 6.       |
| Kirsty Coventry | 200 m vegyes | 2:10,51  | 2.       | 2.       | 2:10,93  | 3.       | 8.       | 2:11,13 | 6.       |